# 風ファーストアルバム
『風ファーストアルバム』（かぜファーストアルバム）は、日本のフォークデュオ、風の1枚目のアルバムである。

## 背景
オリコンチャート1位を記録したヒット・シングル「22才の別れ」の発売からちょうど4カ月後にリリースされた。同曲は、作曲者の伊勢正三がかつて所属していたグループ、かぐや姫の4作目のアルバム『三階建の詩』に収められて人気を集めた作品のリメイクであった。過去のバンドの作品群において再三に渡って収録された楽曲を、新しく結成したデュオのデビュー作にも使いまわすことに対して、伊勢は強い難色を示した。したがって、本作は全編新たに書き下ろされた作品によって構成されている。

## 音楽性
本作に収められた楽曲は基本的にかぐや姫時代の作風を踏襲した叙情的なフォーク・ロックとなっているが、ティン・パン・アレーの面々やハイ・ファイ・セット、当時はほとんど無名だったシュガー・ベイブや吉田美奈子などといったシティ・ポップ系のセッション・ミュージシャンが多数参加しており、翌年発表のサード・アルバム『WINDLESS BLUE』以降顕著となった音楽性の転換への布石を打っている。

## 再発売
2007年に、次作『時は流れて…』ならびに『WINDLESS BLUE』と同時に、本作のデジタル・リマスター盤が日本クラウンからCDで再発売されている。

## 記録
アーティストの意向によってリード・シングルが一切収録されなかったために売れ行きが懸念されたものの、アルバムは発売後ただちにLPチャートの首位を獲得した。

## 収録曲

### A面
1. ダンシングドール – (3'58")
作詞：伊勢正三／作曲：大久保一久／編曲：瀬尾一三
2. 海岸通 – (4'02")
作詞・作曲：伊勢正三／編曲：瀬尾一三
（のち1979年4月にイルカがシングル曲としてカバー）
3. なんとなく – (3'16")
作詞・作曲：大久保一久 ／編曲：石川鷹彦
4. 星空 – (2'15")
作詞：喜多条忠／作曲：伊勢正三／編曲：瀬尾一三
5. でいどりーむ – (4'15")
作詞・作曲：伊勢正三／編曲：松任谷正隆  (コーラス・アレンジ：山下達郎)
6. ロンリネス – (3'54")
作詞・作曲：大久保一久 ／編曲：松任谷正隆  (コーラス・アレンジ：山下達郎)

### B面
1. あいつ – (3'55")
作詞・作曲：伊勢正三／編曲：瀬尾一三
2. 桜の道 – (3'24")
作詞：喜多条忠／作曲：伊勢正三／編曲：瀬尾一三
3. 東京1975 – (3'48")
作詞：伊勢正三／作曲：大久保一久／編曲：瀬尾一三
4. はずれくじ – (3'18")
作詞・作曲：伊勢正三／編曲：石川鷹彦
5. 男は明日はくためだけの靴を磨く – (3'33")
作詞・作曲：伊勢正三／編曲：瀬尾一三
6. お前だけが – (3'18")
作詞・作曲：伊勢正三／編曲：松任谷正隆

## 参加ミュージシャン
『風 コンプリートベスト』ブックレットより転載
- 伊勢正三、大久保一久 – ヴォーカル、アコースティックギター
- 石川鷹彦 、吉川忠英 – アコースティックギター
- 伊藤銀次、水谷公生 、矢島賢 – エレクトリックギター
- 後藤次利、武部秀明、細野晴臣 – エレクトリックベース
- 羽田健太郎、松任谷正隆 – キーボード
- 浜口茂外也 – パーカッション
- 田中清司 、林立夫、森谷順 – ドラムス
- 大川茂、大貫妙子、村松邦男、山下達郎、山本俊彦、山本潤子、吉田美奈子 – コーラス
- 新室内楽協会 – ストリングス